# Верхняя Явка
Верхняя Явка (также просто Явка) — река в России, протекает по Лодейнопольскому и Тихвинском районам Ленинградской области.
Исток — на границе районов, северо-западнее деревни Стрелково (Тихвинский район). Течёт на запад, впадает в Явкозеро, из которого берёт своё начало река Нижняя Явка. Длина реки составляет 10 км. Более чем на половине своей длины является границей между районами.

## Данные водного реестра
По данным государственного водного реестра России относится к Балтийскому бассейновому округу, водохозяйственный участок реки — Свирь, речной подбассейн реки — Свирь (включая реки бассейна Онежского озера). Относится к речному бассейну реки Нева (включая бассейны рек Онежского и Ладожского озера).
Код объекта в государственном водном реестре — 01040100812102000013550.